# Opel Motorfahrrad

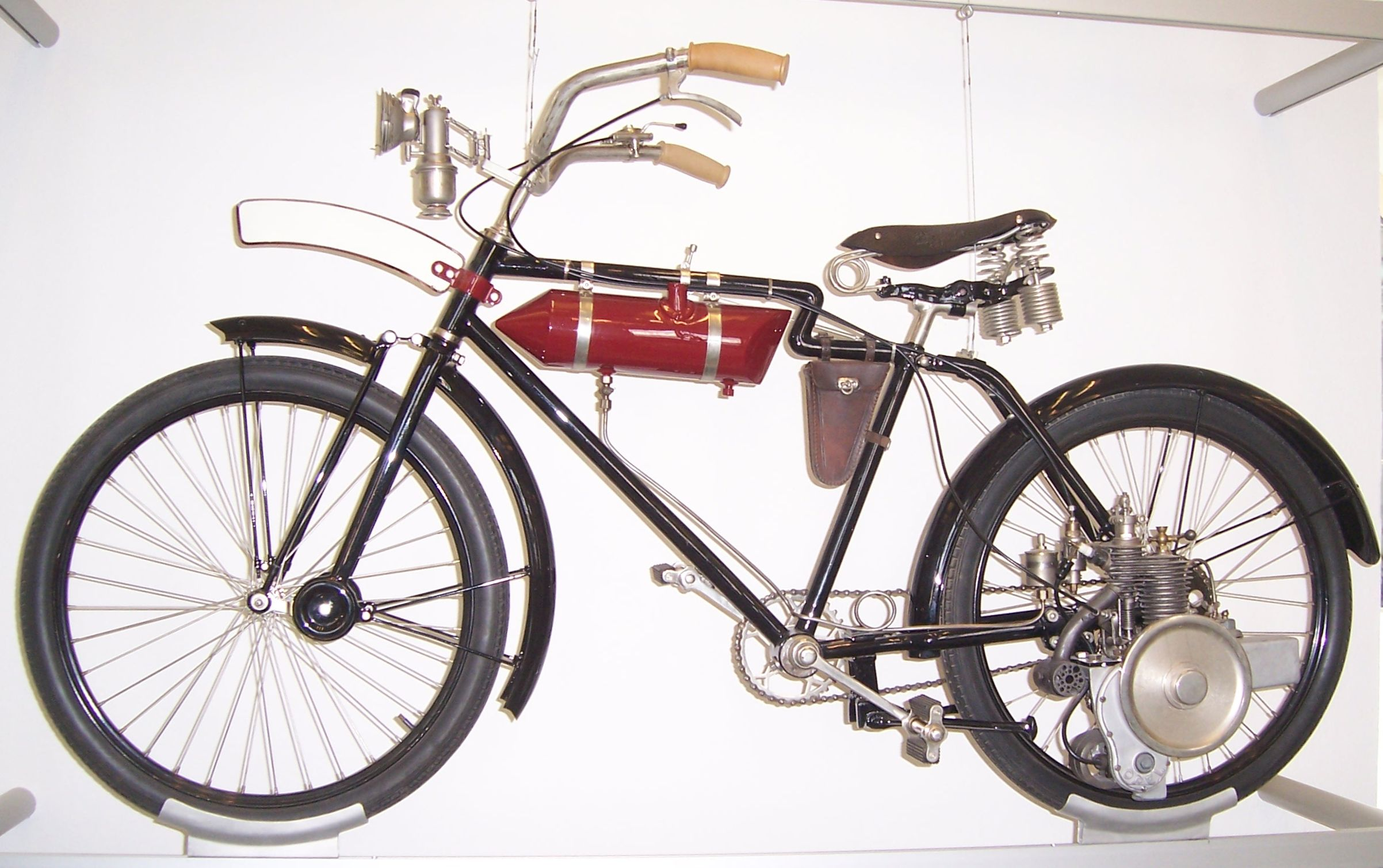
Opel Motorfahrrad (1919–1924)

Das Opel Motorfahrrad (1919 bis 1924) wurde bereits 1913 entwickelt, die Produktion jedoch erst nach dem Ersten Weltkrieg in Rüsselsheim aufgenommen. Opel versuchte mit dem links am Hinterrad angeschraubten Viertaktmotor mit SV-Ventilsteuerung im Bereich Motorrad wieder Fuß zu fassen, nachdem der erste Motorradbau 1907 eingestellt worden war. Der Hubraum betrug 140 cm³ (Bohrung/Hub: 57 × 55 mm) und die Leistung wurde mit 1,1 PS angegeben. 1924 wurde das etwa 40 km/h schnelle Motorfahrrad mit geschobener Kurzschwinge, von dem es auch eine Damenversion mit niedrigem Durchstieg gab, von einem Leichtmotorrad abgelöst.